# Огнєва Олена Дмитрівна
Огнєва Олена Дмитрівна (нар. 24 липня 1944, Ґулріпші, Абхазька АРСР, Грузинська РСР) — знаний український сходознавець, авторитетний фахівець у галузі джерелознавства, книгознавства, мистецтвознавства та етнографії Східної Азії та України. Дослідниці належать важливі наукові розробки в галузі вивчення тибетської етнографії, релігії, культури, історії сходознавства України, історії Волині, української середньовічної книги та геральдики, а також контактів народів Східної Азії з Україною. Кандидат історичних наук (1980 р.), заслужений працівник культури України (1993), старший науковий співробітник (2003 р.). Член Українського геральдичного товариства та Товариства книголюбів.

## Життєпис
Народилася 24 липня 1944 р. у родині етнічних українців, яка на той час мешкала в м. Гулріпші Сухумського району Абхазької АРСР. 1953 року родина повернулася в Україну, оселившись у м. Луцьку на Волині. У 1967 році закінчила східний факультет Ленінградського державного університету за спеціальністю “тибетська філологія”. Практику проходила в Монголії.
У 1968–1969 рр. проходила стажування при Ленінградському відділенні Інституту сходознавства АН СРСР.
У 1970–1975 рр. працювала в Тибетському фонді відділу рукописів Ленінградського відділення Інституту сходознавства АН СРСР старшим науково-технічним співробітником.
Закінчивши в 1979 р. аспірантуру при Інституті сходознавства АН СРСР у Москві за спеціальністю “історіографія та джерелознавство”, успішно захистила кандидатську дисертацію на тему “Тибетський середньовічний трактат з теорії образотворчого мистецтва” (1980 р.). Її вчителями були видатні вчені: буддолог і монголіст Б. І. Панкратов, тибетолог Б. І. Кузнецов, індолог і буддолог О. Ф. Волкова та ін., а науковим керівником – відомий індолог Г. М. Бонгард-Левін.
З 1980 по 1984 р. працювала у відділі рукописів Інституту сходознавства АН Таджицької РСР у Душанбе.
З 1984 р. оселилася в Луцьку – повернулася на свою другу малу батьківщину, де її родина жила з 1953 р. Відтоді вона тривалий час працювала провідним науковим співробітником у Волинському краєзнавчому музеї (1984-2002 рр.), де зокрема очолювала відділ давньої історії (1987-1999).
За сумісництвом працювала на кафедрі археології та джерелознавства історичного факультету Волинського національного університету імені Лесі Українки: в 1994–1995 рр. – старшим викладачем, у 2006-2008 рр. – доцентом; читала такі курси, як “Музеєзнавство”, “Вступ до музеєзнавства”, “Книгознавство та історія книг”. З 2008 р. працює на кафедрі документознавства і музейної справи того ж самого факультету також на посаді доцента.
У 1996–2002 рр. обіймала посаду завідувача кафедри Волинського інституту економіки та менеджменту.
З 1992 р. донині працює на посаді старшого наукового співробітника в Інституті сходознавства ім. А. Ю. Кримського НАН України, де досліджує Тибет, його історію, культуру, буддійську традицію та мистецтво. Очолювала відділ Далекого Сходу (нині відділ Азіатсько-Тихоокеанського регіону) в інституті у 1994–1996 рр. Тут у 2003 році здобула вчене звання старшого наукового співробітника.
2001 року отримала стипендію від American Scientific Learning Studies. Внаслідок проведених наукових досліджень вона підготувала до друку каталог “Пам’ятки мистецтва в традиції північного буддизму з колекції Музею мистецтв імені Богдана та Варвари Ханенків у Києві”, а також зібрала відповідний матеріал в інших музейних зібраннях України.
Дослідниця виступала консультантом з приводу пам’яток буддійського мистецтва для багатьох установ України та закордону, як-от Львівський музей історії релігії, відділ етнографії Східної і Південно-Східної Азії Кунст-камери, Музей антропології та етнографії імені Петра Великого РАН, відділ давнього Сходу Державного музею образотворчого мистецтва ім. О. С. Пушкіна (Москва) та ін.
Організувала в Луцьку виставки “Театр Лесі Українки” (у співавторстві з Т. Садовник, 1989), “Ігор Стравінський та Схід” (1994), “Писемна спадщина Волині” (1996), “Від символу до герба (з історії геральдики Волині)” (у співавторстві з П. Рудецьким, 1999–2000), “Біблія в світовій книжковій спадщині” (у співавторстві з О. Златогорським, 2001). Була організатором виставок в Національному музеї мистецтв імені Богдана та Варвари Ханенків (Київ): “Боги країни снігів” (у співавторстві з Г. Біленко, червень – вересень 2001 р.); виставка мистецтва народів Центральної Азії (травень – червень 2003 р.); виставка буддійського мистецтва “Будда. Той, хто пройшов світами Санcари” (автор ідеї й концепції, а також каталогу до виставки, листопад 2018 року).

## Наукові інтереси
Коло зацікавлень дослідниці надзвичайно широке. Тибетологічні роботи Олени Дмитрівни звернені до багатьох аспектів мистецтва та культури Тибету і буддизму загалом. Значна частина діяльності дослідниці присвячена тибетським пам’яткам в колекціях і фондах музеїв в Україні й за її межами, зокрема їхня атрибуція, датування, а також мистецтвознавчий аналіз пам’яток буддійського мистецтва. Серед публікацій Огнєвої - роботи, що аналізують іконографію тибетських і центральноазійських танок, зокрема спадок великого монгольського художника, скульптора і буддійського вчителя Дзанабадзара, іконографію Падмасамбхави, дослідження походження образу Будди та його прижиттєвого зображення, питання формування сюжету “Бхавачакра” в традиції буддійського живопису, образ Тари в писемній та образотворчій традиції, постаті й творчості тибетського вченого й релігійного діяча Таранатхи Кюнга-н’інбо (1575–1674), а також порушують багато інших малодосліджених питань з галузі буддології.
Олена Дмитрівна також продовжує опрацювання пам’яток писемності у відділі рукописів Інституту рукопису НАН України, які дають уявлення про сакральну традицію північного буддизму. Йдеться про рукописи й ксилографи тибетською, монгольською, на тодо бічіг (старокалмицькою) і санскритською мовами.
Автор перекладів пам’яток тибетської літератури, зроблених безпосередньо з оригіналу й опублікованих у хрестоматії східних літератур “Джерело перлин” (К., 1998). Це дві глави із “Сутри про мудрість та глупоту”, “Коштовна скарбниця легше” або “Красного письменства” Сакйа пандита Кюнга-г’ялцена Пелзанбо та «Кабаб дюнден, або “Сім наказів”» Таранатхи Кюнга-н’інбо. Ще один переклад – «Уславлений життєпис Цан’яна-гйацхо, або “Пісні, що тішать”» – опублікований у збірнику “Дослідження цивілізацій Сходу та Заходу: історія, філософія, філологія” (К., 2004).
З 2015–2016 рр. Олена Дмитрівна зацікавилася сучасною тибетською художньою прозою і написала низку статей з цієї тематики, а також післямову та коментарі до роману Алая “Коли спаде курява”, перекладеного українською мовою (Х.: Фоліо, 2016). Дослідниця підготувала передмову та словничок до видання: Пошта М. Мандрівки Гімалаями. Казки з Тибету, Бутану, Ладакху і Сіккіму / [Пер. з чес. Тетяни Савченко]. – К.: Сафран, 2019. – 156 с.
О. Д. Огнєва – автор численних статей в енциклопедичних і словникових виданнях, як-от енциклопедія “Мифы народов мира” (М., 1980–1982; 1988), “Мифологический словарь” (М., 1990), “Буддизм: Словарь” (М., 1992), “Православная энциклопедия” (М., 2002) тощо. Їй також належать статті про звичаї тибетців у книгах “Календарные обычаи и обряды народов Восточной Азии: Новый год” (М., 1985) та “Календарные обычаи и обряды народов Восточной Азии: Годовой цикл” (М., 1989).
Наукові інтереси О. Д. Огнєвої не обмежуються сходознавством. Значну частину сил вона віддає також україністиці, краєзнавству рідної Волині, зокрема контактам з культурами Сходу. Багаторічна копітка праця над спадщиною Лесі Українки знайшла завершення в монографії “Східні стежини Лесі Українки (Статті та матеріали)” (перше видання 2007 р.). Вже наступного року (2008 р.) на замовлення Державного комітету телебачення та радіомовлення України за програмою “Українська книга” вийшло друге, доповнене видання монографії. За участі О. Огневої підготовлено видання «Леся Українка. Стародавня історія східних народів» / Упорядкування, підготовка текстів та ілюстрацій, коментарі, примітки Олени Огнєвої та Надії Сташенко. – Репринтне видання. – Луцьк: ВАТ Волинська обласна друкарня, 2008. – 256 с. + XLVIII c.: 16 іл. Це видання також випущене на замовлення Державного Комітету телебачення та радіомовлення України за програмою “Українська книга”.
Олена Дмитрівна чимало зробила для дослідження творчості й життєвого шляху композитора І. Стравінського, зокрема його зв’язкам зі Сходом. Брала активну участь у створенні та стала автором експозиції єдиного у світі Меморіального музею видатного композитора XX століття Ігоря Стравінського в Устилузі (Волинська обл.). Була одним з авторів ідеї проведення на Волині музичного фестивалю “Стравінський та Україна”.
Окремі публікації дослідниці присвячені іншим видатним синам Волині – Т. Чацькому, А. Кримському, художнику Ф. Стравінському та ін. До кола наукових інтересів О. Д. Огнєвої входить також геральдика Волині (вона є членом Українського геральдичного товариства) та книгознавство (зокрема, дослідження бібліотеки Луцького Хресто-воздвиженського братства).

## Нагороди
1993 заслужений працівник культури України
1994 р. лауреат обласної премії імені Ігоря Стравінського
2007 р. монографію “Східні стежини Лесі Українки (Статті та матеріали)” відзначено Дипломом - найкраща книга в номінації “Наукова література” за підсумками обласного конкурсу “Світ Волинської книги – 2007”
2013 р. нагороджено Премією НАН України імені А. Ю. Кримського за цикл робіт “Східний вектор культурного спадку України”.
2013 р. подія відкриття після тривалого ремонту та реконструкції музею-садиби Ігоря Стравінського в місті Устилузі стала одним з переможців у П’ятій обласній рейтинговій акції “Музейна подія року на Волині – 2013”, у рамках якої відзначаються найважливіші, найбільш показові та резонансні явища в музейній галузі на Волині, що найбільше вплинули на загальне сприйняття музеїв у суспільстві.
2024 р. Подяка Президії Національної академії наук України за багатолітню плідну невтомну наукову працю, вагомі творчі здобутки та особистий внесок у розвиток наукових досліджень у галузі релігії, культури та історії сходознавства.

## Науковий доробок
У доробку дослідниці близько 500 друкованих праць (з них понад 360 – у царині сходознавства) в наукових виданнях України, США, Польщі, Китаю, Індії, Росії, а також численні публікації в засобах масової інформації. Її дослідження стали важливим складником джерельної бази для вивчення етнографії, релігії, мистецтва народів Східної Азії від Середньовіччя до наших днів.
О. Огнєва брала участь у понад 220 наукових конференціях у різних країнах світу, зокрема таких, як Міжнародний тибетологічний семінар (Блумінгтон, США, 1998), “Китай: держава та суспільство” (Москва, 2000), Реріхівські читання (Москва, 1970–2021), семінар “Текст і навколо тексту” (Москва, 2003), Сходознавчі читання ім. А. Кримського (Київ, 1997–2024), XXXVII Міжнародний конгрес сходознавців (Москва, 2004), міжнародна науково-практична конференція “М. К. Реріх та його сучасники. Колекції та колекціонери” (Одеса, 2005–2011), “Сходознавство й африканістика в діалозі цивілізацій. XXV Міжнародна конференція. Джерелознавство й історіографія країн Азії та Африки” (Санкт-Петербург, 2009), міжнародна науково-практична конференція “Пам’ять світу: історико-документальна спадщина буддизму” (Москва, 2010), міжнародна науково-практична конференція “Буддизм Ваджраяни в Росії: від контактів до взаємодії” (Москва, 2010; Владивосток, 2012), XXXIII Зографські читання “Проблеми інтерпретації традиційного індійського тексту” (Санкт-Петербург, 2012), Перші петербурзькі тибетологічні читання (Санкт- Петербург, 2012), міжнародна наукова конференція “Китай, Корея, Японія: методологія і практика інтерпретації культур” (Київ, 2009–2013), а також у численних симпозіумах, присвячених історії та культурі Волині. О. Огнєва бере також активну участь в організації наукових форумів. Вона, зокрема, виступала головним науковим керівником науково-культурницького проєкту “Цирендоржиєвські читання” (2000–2012), який розглядав питання історії, релігії, філософії, культури та мистецтва Центральної Азії (Бурятії, Калмикії, Туви, Монголії та Тибету) в контексті взаємодії народів Євразії (проведено 5 однойменних конференцій, за широкої участі дослідників з інших країн, та видання за їхніми результатами збірників статей).

### Вибрані наукові праці

#### Монографії, збірники статей, каталоги
Тибетцы/ Календарные традиции и обряды народов Восточной Азии. Новый год Отв. ред. Р.Ш. Джарылгасинова, М.В. Крюков.М., Главная редакция восточной литературы издательства «Наука», 1985.- 264 с. с ил., С. 190–224.
Тибетцы. / Календарные обычаи и обряды народов Восточной Азии. Годовой цикл. Отв. ред. Р.Ш. Джарылгасинова, М.В. Крюков. М.: Наука. Главная редакция восточной литературы, 1989.- 360 с: ил., С. С. 264–305.
Огнева Е. Д. Душа зображений в тибетской традиции (письменне тексты буддийских скульптур) / Ганевская Э. В., Дубровин А. Ф., Огнева Е. Д. Пять семей Будды: металл. скульптура сев. буддизма IX-XIX вв. из собр. ГМВ / М-во культуры Рос. Федерации. гос. науч.-исслед. ин-т реставрации, Гос. музей Востока. — М.:УРСС, 2004. — 365 с. ил., С. 33 – 48.
Живопись Тибета: Русская частная коллекция: Альбом-каталог / Н. В. Сазонова (науч. ред.), Е. Д. Огнева (текст), Е. И. Желтов (фот.), И. И. Шептунова (науч. ред.). М., 2005. 166 с.
Огнєва О.Д. Біблія у світовій книжковій спадщині./ О.Д. Огнєва, О. Златогорський. Біблія у світовій книжковій спадщині. Луцьк, 2005. 64 с.
Огнєва О. Д. Будинок серед алей : музей Ігоря Стравінського в Устилузі / О. Д. Огнєва. – Луцьк : Волин. обл. друк., 2006. – 56 с.
Огнєва О. Д. Східні стежки Лесі Українки (Статті та матеріали) / Видання друге, перероблене і доповнене. Луцьк, 2008. 240 с. [Випущене на замовлення Державного Комітету телебачення та радіомовлення України за програмою «Українська книга».]
Огнева Е. Д. Боги снежных гор: музеи Украины: сакральное искусство в традиции тибетского буддизма: издание Одесского дома-музея имени Н. К. Рериха; вступ. слово... и пер. Е. Г. Петренко.  Одесса: Астропринт, 2008. — 204 с., [9] л. цв. ил.: ил. (SeriaBuddhika).
Огнева Е. Д. Боги снежных гор, огненно-жарких пустынь и прохладных лесов: изобразительное искусство тибетской традиции в музеях Одессы: путеводитель. — Одесса: Астропринт, 2010. — 70 с., [4] л. цв. ил. (Издание Одесского дома-музея имени Н. К. Рериха) (SeriaBuddhica; вып. 3).
Огнева Е. Д. Юрий Рерих и вопросы тибетской буддийской иконографии. — Одесса: Астропринт, 2017. — 82 с. (Издание Одесского дома-музея имени Н. К. Рериха) (SeriaBuddhica; вып.6)
Огнєва О. Д. Французький слід у творчому спадку Лесі Українки. Ґе Баоцюань і Леся Українка в українсько-китайському літературному діалозі [відп. ред. і уклад., вступ. сл.: О. Петренко ; передм.: Г. Надоленко] ; Одес. будинок-музей ім. М. К. Реріха, Укр. культур. центр при Посольстві України в державі Ізраїль. - Одеса : Астропринт, 2018. - 27, [1] с. : іл. - (Серія "Спадщина України" ; вип. 1).
Огнєва О. Д. «Будда. Той хто пройшов світами сансари». Каталог виставки. / О. Д.Огнєва, Г.І. Біленко, Ю. Філь. «Будда. Той хто пройшов світами сансари». Каталог виставки.– Київ. – 2018. – 1 – 28 с.
Огнєва О. Агатангел Кримський: учитель та учні [Текст] / Олена Огнєва. Національна академія наук України : наук. ст. укр. дослідників / Анатолій Шпак, Оксана Юркова ; [до всієї зб.: уклад., відп. ред., передм.: О. Петренко] ; Одес. будинок-музей ім. М. К. Реріха, Укр. культур. центр при Посольстві України в державі Ізраїль. - Одеса : Астропринт, 2019. - 32, [2] с. - (Серія "Спадщина України" ; вип. 2).
Огнєва О. Схід Ігоря Стравінського : статті; Православна складова творчої спадщини Федора Стравінського: образи Богородиці; Сторінки історії музею Ігоря Стравінського в Устилузі : пер. с рус. / Олена Дмитрівна Огнєва ; Одес. Будинок-Музей ім. М. К. Реріха, Укр. культур. центр при посольстві України в державі Ізраїль ; уклад. і відп. ред. Олена Григорівна Петренко ; пер. Максим Васильович Мойсеєнко ; вступ. сл. Геннадій Надоленко. – Одеса : Астропринт, 2020. – 47 с., [12] с. вкл. іл. : портр. – (Спадщина України; вип. V).
Огнєва О. Леся Українка та її «Стародавня історія східніх народів». Історія створення і побутування. Випуск VI. Одеса : Астропринт. 2021.  44 с.  (серія «Спадщина України»)

#### Статті, доповіді
Огнева Е.Д. Структура тибетской иконы (на примере цокшина Цзонхавы) // Проблемы канона в древнем и средневековом искусстве Азии и Африки. – М., 1973. – С. 103–112.
Огнева Е.Д. «Защитный круг» из Хара-Хото // Культура и искусство Индии и стран Дальнего Востока. Л., 1975. С. 61—69.
Огнева Е.Д. Роль хвалы в тибетском тексте // Письменные памятники и проблемы истории культуры народов Востока. XI годичная научная сессия ЛО ИВ АН СССР (краткие сообщения и автоаннотации). Часть 1. М.: ГРВЛ, 1975. — С. 118—121.
Огнева Е. Д. Структура тибетского научного текста (1409 г.) (метод цитирования) // Письменные памятники и проблемы истории культуры народов Востока. XIV годичная научная сессия ЛО ИВ АН СССР (доклады и сообщения). Декабрь 1978 г. Часть 1. — М.: Наука, ГРВЛ, 1979. — С. 43—47.
Огнева Е. Д.  О трех терминах тибетской эстетики у Цзонхавы // Язык и культура народов Востока и их рецепция в Эстонии. Ученые записки Тартуского университета. Труды по востоковедению. – Тарту, 1981. – Т. 6. – С. 558.
Огнева Е. Д. Книга в тибетской культуре // Актуальные проблемы философской и общественной мысли зарубежного Востока. Материалы Первого Всесоюзного координационного совещания. — Душанбе: «Дониш», 1983. — С. 202—211.
Огнева Е. Д. Санскрито-тибетские параллели в трактате Цзонхавы // Древняя Индия. Историко-культурные связи. – М., 1983. – С. 228–237.
Огнева Е. Д. Жанры в тибетском искусстве // Искусство и культура Монголии и Центральной Азии. – М., 1983. – Ч. 2.– С. 87–97.
Огнева Е. Д. ТаранатхаГунга-Ньинбо: (Материалы к биографии) // Источниковедение и историография истории буддизма. Страны Центральной Азии. – Новосибирск, 1986. – С. 28–43.
К вопросу о жанре «биографии» в тибетской средневековой литературе («Намтхар Шакьямуни» ТаранатхиКунганьинбо) // Буддизм: история и культура. М, 1989. С. 129—151.
Огнева Е. Д. Що і навіщо вкладають у пустотілу буддійську пластику // Історія релігій в України. Тези повідомлень міжнародного V круглого столу. – К.-Л., 1995. – Ч. 3. – С. 291–293.
Огнева Е. Д. Ілля Мечніков і його зустрічі з буддизмом // Сходознавство. – К., 1997. – Вип. 1. – С. 4–13.
Огнева Е. Д. Тибетський національний прапор: міф і реальність // Знак. Часопис Українського геральдичного товариства. – 1998 (вересень). – Ч. 17 – С. 6.
Огнева Е. Д. Панкратов Б. И. Иконография тибетского буддизма (В связи с публикацией книги Л. Н. Гумилёва «Старобурятская живопись». Москва, «Искусство», 1975) / Публикация Е. Д. Огневой // Страны и народы Востока. Выпуск XXIX. Борис Иванович Панкратов. Монголистика. Синология. Буддология. — СПб.: Центр «Петербургское востоковедение», 1998. — С. 289—301.
Ogneva E. Original Tibetan Materials in Ukraine // 8th Seminar of the International Association for Tibetan Studies. Abstracts. – Bloomington, 1998. – S. 138.
Огнева Е. Д. Тибетоязычные письменные источники в Украине // Цирендоржиєвські читання – 2000. – К., 2000. – С. 76–82.
Огнева Е. Д. Тибет: гори, герої, гірські божества // Сходознавство. – К., 2001. – Вип. 13–14. – С. 14–22.
Ogneva E.D.The portrait of KungaGgyaltsen Pal-sanpo / Ganevskaya E.V., Ogneva E.D., Dubrovin A. F.The portrait of KungaGgyaltsen Pal-sanpo //Marg.A magazine of the arts. – 2001 (September). – Vol. 53, № 1. – Р. 62–67.
Огнєва О.Д. Буддійська спадщина з фондів Церковно-археологічного музею при Київській духовній академії // Могилянські читання 2002: Зб. наук. праць. К., 2003. С. 345-359.
Огнєва О.Д. Імператор Цяньлун в ролі тибетського святого // Східний світ. – 2003. – № 2. – С. 121–133.
Огнева Е.Д. Индо-тибетские контакты VII–XV вв. в именах учителей, датах, топонимах // Индия – Тибет: текст и вокруг текста. Рериховские чтения 2002 (Юбилейные в Институте Востоковедения РАН). – М., 2004. – С. 225–249.
Огнєва О.Д. Матеріальні свідчення про перебування калмиків в Україні // Археологічні пам’ятки Фастівщини: матеріали до археологічної карти Київської області. Науково-інформаційний бюлетень. – Фастів, 2004. – Прес-музей. – № 20–21. – С. 74–83.
Огнєва О.Д. Китайські імператори очима іноземних художників (до питання датування тибетської тхангки з зображенням Хун Лі // Китайська цивілізація: традиції та сучасність. – К., 2005. – С. 48–60.
Огнєва О.Д. Про що можуть розповісти написи на буддійській скульптурі // Східний світ. – 2005. – № 2. – С. 62–70.
Огнєва О.Д. Проблеми образотворчого мистецтва за “Намтхаром Шак’ямуні” Таранатхі Кунга-н’їнбо // IX Сходознавчі читання А. Кримського. – К., 2005. – С. 104–105.
Огнєва О.Д. Образ Тари: тибетські писемна та образотворча традиції // Цирендоржиєвські читання – 2006: Тибетська цивілізація та кочові народи Євразії: крос-культурні контакти. – К., 2006. – С. 253–265.
Огнєва О.Д. Традиція жанру лагю в живописі: Тара Зелена у супроводі вчителів школи н’їнгма // Китайська цивілізація: Традиції та сучасність. – К., 2007. – С. 69–77.
Огнєва О.Д. Леся Українка та Ігор Стравінський: контекст створення „Лісової пісні” та „Весни священної” / О. Огнєва // Леся Українка і сучасність: Зб. наук. пр. — Луцьк: РВВ «Вежа» Волин. нац. ун-ту ім. Лесі Українки, 2007. — Т. 4, кн. 1. — С. 149-160.
Ogneva E.D. Sacral Art in Tradition of the Northern Buddhism in Ukraine. // Journal of Russian Studies.No. 8 June 2008. Taipei–С. 135 –171.
Огнєва О. Зразки сакральної пластики калмицького походження в зібранні Будинку-Музею Миколи Реріха // Східний світ. – 2008. – № 2. – С. 17–28.
Огнєва О. Контекст створення “Весни священної” і “Лісової пісні”. – Луцьк, 2008. – 20 с.
Огнєва О. Матеріали Волинського архіву про Устилузький маєток Носенків-Бєлянкіних-Стравінських / О. Огнєва // Музикознавчі студії. – Луцьк, 2008. – Вип. 2 : Ігор Стравінський : дискурс творчості (до 125-річчя з дня народж.). – С. 5–11.
Огнєва О. Пам’ятки сакрального мистецтва в католицькій традиції : Устилуг часів перебування родини Стравінських (кін. ХІХ – поч. XX ст.) / Огнєва О. // Волинська ікона : дослідження та реставрація : матеріали XV міжнар. наук. конф. / Музей волинської ікони. – Луцьк. 2008. – Вип. 15. – С. 195–199.
Огнєва О. Ваджраччхедіка: тибетомовні примірники в установах та приватних колекціях України // Східний світ. – 2009. – № 2. – С. 20–28.
Огнева Е. Коллекция мандал в собрании Одесского музея Западного и Восточного искусства (Украина) // «Рериховское наследие». Труды конференции. – Т. VII. – Санкт-Петербург, 2011. –С.439–447.
Огнева Е. Памятники тибетской книжности в Украине // Память мира: историко-документальное наследие буддизма. Материалы Межд. научно-практической конференции (Москва, 25–26 ноября 2010 г.). – М.: Издательский центр РГГУ, 2011. – С. 211–220.
Огнева Е. “Медноцветная достославная гора счастья”, или “Рай Падмасамбхавы” (Танка из собрания Кабинета Рериха Института востоковедения РАН) // Индия и Тибет: Текст и феномены культуры. – М.: ЯСК, 2012. – С. 193–199.
Огнєва О. Зібрання кйілкхор, або мандали в зібранні Одеського музею західного і східного мистецтва // Хортицький семінар: Сакральна географія і феномен паломництва: вітчизняний і світовий контекст / Науковий редактор і упорядник Ю.Ю. Завгородній. – Запоріжжя: Дике Поле, 2012. – С. 228–237.
Огнєва О. Школа кадам і становлення тибетського буддизму // Цирендоржиєвські читання – 2012 (V): Тибетська цивілізація та кочові народи Євразії: кроскультурні контакти. – Київ: Поліграфіст, 2012. – С. 115–128.
Огнева Е.Д. Горы в системе координат паломничества. / Схід і діалог цивілізацій До ювілею Ю.М. Кочубея Збірник наукових статей. Київ – 2012, С. 219 – 230.
Огнєва О. «Зелена Тара» в якості свідка з історії Тибету XVIIIст.(на прикладі танки) / Китаєзнавчі дослідження 2014. –.№ 1-2. - С. 174-180.
Огнєва О. 125 років від часу першого приїзду в м. Устилуг І. Стравінського (1890) –російського композитора / О. Огнєва // Календар знаменних і пам’ятних дат Волині на 2015 рік / Упр. культури Волин. ОДА ; Волин. краєзн. музей ; Волин. ДОУНБ ім. Олени Пчілки ; ред.-упоряд.: Є. І. Ковальчук, А. А. Понагайба. – Луцьк, 2014. – С. 144–145.
Огнева Е. Д. Буддийские коллекции в тибетской традиции на юге Украины (история собраний в музеях Одессы) // Страны и народы Востока. Вып. XXXV: коллекции, тексты и их «биографии». — М.: Наука — Восточная литература, 2014. — С. 226—246.
Огнєва О. Дзанабадзар у контексті історії та культури Монголії  (танка Тари Білої з Музею мистецтв ім. Богдана та Варвари Ханенків). Східний Світ, №3, 2015.
Огнєва О. Суварнапрабхасасутра і її сюжети в живописі (танка з Музею мистецтв ім. Богдана і Варвари Ханенків, 531 ЖВ) // Східний Світ, № 4, 2015.
Огнева Е. Долоннор в прошлом и настоящем (танка Калачакры из Кoкa Сумэ). // "Китаєзнавчі дослідження" №1- 2, 2015, 87-95.
Огнєва О. Стан сучасної художньої прози тибетців: автор, мова, адресат. // Китаєзнавчі дослідження. 2016 (1-2), с.97 – 109.
Огнєва О. Ге Баоцюань та Леся Українка // Українознавчідослідження. Вип. 2. - Пекін: Китайське видаництво суспільних наук, 2016. - С. 111-122. (мова кит. 奥格涅娃•叶莲娜。戈宝权与莱霞•乌克兰英卡：文学创作上的递接// 乌克兰研究。第2辑。–北京：中国社会科学出版社，2016。–页111-122).
Сукхавати – Мир благоденствия будды Амитабхи (Танка из коллекции Кабинета Ю.Н.Рериха, ИВ РАН). Индия — Тибет: текст и интертекст в культуре : Рериховские чтения 2011–2014 в Институте востоковедения РАН / Cост. и отв. ред. В. В. Вертоградова. — М. : Издательский Дом ЯСК : Языки славянской культуры, 2017. — 312 с. : 8 ил.
Огнєва О. «Образ Лхаси в тибетській сучасній прозі (за оповіданням “Відпущена вівця” Норбу Церінга) // Східний світ, № 2, 2018, СС. 95 – 113.
Огнєва О.Д. Передмова // Леся Українка. Стародавня історія східніх народів. Конспекти. Виписки з книг. Нотатки та інше  Том 10. (Повне академічне зібрання творів у 14 томах). Луцьк, Волинський національний університет імені Лесі Українки, 2021, с. 9-36.
Огнєва О. Д. Сюжет “Вісім ступ”: історія виникнення і його втілення на танках в традиції тибетського буддизму (Танка з Музею мистецтв ім. Богдана і Варвари Ханенків) // Україна–Схід: міжкультурні контакти в історичній ретроспективі: збірник статей / упоряд. О. С. Мавріна, І. В. Отрощенко. – Кам’янець-Подільський: ФОП Панькова А. С., 2023. – С.
Огнєва О. Д. Суварна прабхаса сутра і її сюжети в живописі (танка з Музею мистецтв ім. Богдана і Варвари Ханенків, 531 ЖВ) // Україна – Схід: міжкультурні контакти  в історичній ретроспективі: збірник статей / упоряд. О. С. Мавріна, І. В. Отрощенко. – К.: Інститут сходознавства ім. А. Ю. Кримського, 2023.
Огнева Е. Павел Риттер: листая книгу жизни // Калидаса. Облако-вѣстникъ. Megha-dûta / пер. с санскр. П. Риттера. Калідаса. Хмара-вістун. Megha-dûta / пер. з санскр. П. Ріттера; отв. ред. Е. Огнева. – Одесса: Астропринт, 2023. – c. 5–27.
Огнєва О. Д. Біографія Павла Ріттера: спроби реконструкції та пошук нових матеріалів // Східний світ. – 2023. – № 3. – c. 5–24.
Ogneva O. A brief survey of the monuments of the Kalmyk spiritual culture held in Kyiv collections of Ukraine // Revue d’Etudes Tibétaines. – No. 71. – 2024. – P. 345–392.

#### Словники та енциклопедії
Мифы народов мира. М., 1980. Т. І: Гарба-Накпо (с. 265—266). Т. II: Лу (с. 74); Лха (с. 82); Масанг (с. 122); Пехар (с. 311); Рулакье (с. 389); Сабдаг (с. 394); Тибетская мифология (с. 506—511); Тригумцэнпо (с. 525); Тхеуранг (с. 535); Циумарпо (с. 622).(Аналогічнівидання: ред. Токарев, С.А.: Мифы народов мира. В 2 томах. 1987-1988 г.; М.: Советская энциклопедия; ред. Токарев, С.А.: Мифы народов мира. В 2 томах. 1991-1992 г.; М.: Советская энциклопедия; ред. Токарев, С.А.: Мифы народов мира. В 2 томах. 1994 г.; М.: Советская энциклопедия; ред. Токарев, С.А.: Мифы народов мира. В 2 томах. 1997г.; М.: Советскаяэнциклопедия; MythsofthePeoplesoftheWorld: Encyclopedia.Electronic publication / ed. by S. A. Tokarev and others. Moscow, 2008 (Soviet Encyclopedia, 1980).Мифы народов мира : Энциклопедия. Электронное издание / Гл. ред. С. А. Токарев. – М., 2008 (Советская Энциклопедия, 1980).
Мифологический словарь. М., 1990: Бал (с. 87); Бардо (с. 90); Гарба-Накпо (с. 141); Дагшед (с. 168); Далха (с. 171); Дрегпа (с. 196); ДунгиГонгма (с. 198); ЕмонГйалпо (с. 207); Жаза (с. 212); Ла (с. 303); Лу (с. 318); Лха (с. 322); Лхамо (с. 322); Масанг (с. 343—344); Пехар (с. 432); Рулакье (с. 462); Рум (с. 462); Сабдаг (с. 463); Синмо (с. 491); Тригумцэнпо (с. 536); Тхеуранг (с. 542); Циумарпо (с. 591—592); Цокшин (с. 592); Шенраб-Мибо (с. 604); Шиндже (с. 607).
Буддизм: Словарь. М., 1992: Атиша (с. 39—40); Бон (с. 48); Буддизм в Тибете (с. 72—73); Буддизм на территории Гималаев (с. 81—82); Буддийские праздники (с. 82—84; совм. с В. Корневым); Будон (с. 85—86); Галдан (с. 96); Гампопа (с. 96—97); Ганджур (с. 97); Гелугпа (с. 98); Гесер (с. 98—99); Гумбум (с. 102); ГьялпоЛосар (с. 103); Далай-лама (с. 104—105); Далай-лама V (с. 105); Далай-лама VI (с. 105–106); Далай-лама VII (с. 106); Далай-лама VIII (с. 106); Далай-лама XIII (с. 106); Далай-лама XIV (с. 106—107); Данджур (с. 107—108); Драгшеды (с. 118); Дэвид-Ниль А. (с. 122—123); Идам (с. 131); Кагьюдпа (с. 141); Кадампа (с. 141—142); Кармапа (с. 146—147); Лавран (с. 157); Лам-рим (с. 168—169); Лхаса (с. 171); Марпа (с. 176); Медицина тибетская (с. 179—180); Миларепа (с. 182); Монламчхенмо (с. 186); Накхор (с. 188–189); Нечунг (с. 191); Ньингмапа (с. 195); Обермиллер Е.Е. (с. 196); Пагба-лама (с. 200); Падмасамбхава (с. 200); Панчхен-лама (с. 201—202); Потала (с. 204); Рерих Ю.Н. (с. 210—211); Рис-Дэвидс Т.В. (с. 212—213); Сакьяпа (с. 217); Семичов Б.В. (с. 226); Сронцзангамбо (с. 231); Танка (с. 236—237); Таранатха (с. 238); Ташилхунпо (с. 238); Тубянский М.И. (с. 247); Тулку (с. 247); Туммо (с. 247); Туччи Д. Институт восточных рукописей Российской Академии Наук (Санкт-Петербург) http://www.orientalstudies.ru 2 (с. 247—248); Цам (с. 264–265); Цзонхава (с. 266—267); Цхеванг (с. 268); Цхепагме (с. 268); Цхокшинг (с. 268); Цыбиков Г.Ц. (с. 268); Чжанчжа-хутухта (с. 272); Чжонангпа (с. 273); Чод (с. 273); Чома де Кёрёши А. (с. 273—274). 11. Мифологический словарь. М., 1990: Бал (с. 87); Бардо (с. 90); Гарба-Накпо (с. 141); Дагшед(с. 168); Далха (с. 171); Дрегпа (с. 196); ДунгиГонгма (с. 198); ЕмонГйалпо (с. 207); Жаза (с. 212); Ла (с. 303); Лу (с. 318); Лха (с. 322); Лхамо (с. 322); Масанг (с. 343—344); Пехар (с. 432); Рулакье (с. 462); Рум (с. 462); Сабдаг (с. 463); Синмо (с. 491); Тригумцэнпо (с. 536); Тхеуранг (с. 542); Циумарпо (с. 591—592); Цокшин (с. 592); Шенраб-Мибо (с. 604); Шиндже (с. 607).
Православная энциклопедия. М., 2002. Т. V: Бон (с. 685-689). 2003. Т. VI: Будон (с.323). 2005. Т.X: Ганджур и Данджур (с. 406-407). 2012. Т. XXIX: Кадампа (с. 77-80). 2013. Т. XXXI: Карма-кагьюпа (с. 217-221).

#### Публічні лекції
Буддійська колекція Одеського Будинку-Музею імені М. К. Реріха. 25 квітня 2020 р.
Образ Тари в буддійському мистецтві: на танках і в дрібній пластиці. 16 травня 2020 р.
Вечір на Суспільному. Олена Огнєва. Випуск від 14.12.19